# 現代囲碁大系
『現代囲碁大系』（げんだいいごたいけい）は、 講談社から1980年から1984年にかけて刊行された、呉清源、高川格、坂田栄男、藤沢秀行、林海峰、大竹英雄、石田芳夫、加藤正夫、武宮正樹、趙治勲、小林光一ら、現代囲碁を代表する棋士たちの打碁全集。全47巻、別巻1。編集主幹は林裕。
古典棋士たちについては日本囲碁大系が刊行されている。

## 内容
1. 明治・大正名棋家集1　本因坊秀哉・小岸壮二・中川亀三郎・広瀬平治郎・岩佐銈（藤井正義、1980年）
2. 明治・大正名棋家集2　雁金準一・高部道平・野沢竹朝・井上因碩・稲垣兼太郎（中島宏二、1980年）
3. 昭和名棋士集1　鈴木為次郎・瀬越憲作・久保松勝喜代・加藤信・小野田千代太郎・光原伊太郎・細川千仞・向井一男・高橋重行・田中不二男・伊予本桃市（京野秀夫、1981年）
4. 昭和名棋士集2　福田正義・林有太郎・長谷川章・篠原正美・村島誼紀・鍋島一郎・染谷一雄・中村勇太郎・渡辺昇吉（井口昭夫、1981年）
5. 岩本薫（高橋敬光、1981年）
6. 橋本宇太郎 上（志智嘉九郎、1980年）
7. 橋本宇太郎 下（志智嘉九郎、1980年）
8. 木谷實 上（相場一宏、1981年）
9. 木谷實 下（相場一宏、1981年）
10. 前田陳爾・宮下秀洋（大橋俊雄、1982年）
11. 呉清源 上（藤井正義、1980年）
12. 呉清源 下（藤井正義、1980年）
13. 関山利一・半田道玄（山下智道・斎藤謙明、1981年）
14. 島村俊廣（本田順英、1981年）
15. 瀬川良雄・炭野恒廣・久井敬史・橋本誼・石井邦生（松尾鍾一、1984年）
16. 鯛中新・鈴木越雄・窪内秀知・宮本直毅・本田邦久（近藤隆史、1982年）
17. 酒井通温・岩田達明・羽根泰正（本田順英、1982年）
18. 高川格 上（村上明、1981年）
19. 高川格 下（村上明、1981年）
20. 藤沢朋斎 上（蓜島道雄、1980年）
21. 藤沢朋斎 下（蓜島道雄、1980年）
22. 坂田栄男 上（諸井憲二、1980年）
23. 坂田栄男 下（諸井憲二、1980年）
24. 杉内雅男（小堀啓爾、1981年）
25. 梶原武雄（中山典之、1984年）
26. 藤沢秀行 上（京野秀夫、1980年）
27. 藤沢秀行 下（京野秀夫、1980年）
28. 山部俊郎（堀田護、1982年）
29. 曲励起・加納嘉徳・榊原章二・加田克司（1981年）
30. 大平修三（頼尊清隆、1983年）
31. 橋本昌二（谷本宏、1981年）
32. 工藤紀夫・高木祥一（勝本哲州、1982年）
33. 林海峯 上（大石清夫、1980年）
34. 林海峯 下（相場一宏、1980年）
35. 大竹英雄 上（佐藤伸、1980年）
36. 大竹英雄 下（佐藤伸、1980年）
37. 石田芳夫 上（山本有光、1980年）
38. 石田芳夫 下（山本有光、1980年）
39. 加藤正夫 上（秋山賢司、1980年）
40. 加藤正夫 下（秋山賢司、1980年）
41. 武宮正樹（田村孝雄、1983年）
42. 小林光一（中山典之、1984年）
43. 趙治勲（村瀬利行、1983年）
44. 日本棋院精選集（山下秀一、1982年）
45. 関西棋院精選集（小野堯範、1981年）
46. 女流珠玉選1（伊藤敬一、1983年）
47. 女流珠玉選2（小堀啓爾、1983年）
48. 別巻 現代囲碁史概説・現代囲碁史年表（林裕、1984年）

## 現代囲碁名勝負シリーズ
本全集の刊行当時の「現代」の日本棋院の棋士分を元に、改訂増補して講談社から刊行されたシリーズ。執筆者は本全集と同一。
- 武宮正樹 (現代囲碁名勝負シリーズ 1) 1986/9/1
- 小林光一 (現代囲碁名勝負シリーズ 2) 1986/9/1
- 趙治勲 (現代囲碁名勝負シリーズ3) 1986/10/1
- 加藤正夫 (現代囲碁名勝負シリーズ4) 1986/11/1
- 大竹英雄 (現代囲碁名勝負シリーズ5) 1986/12/1
- 石田芳夫 (現代囲碁名勝負シリーズ6) 1987/1/1
- 梶原武雄 (現代囲碁名勝負シリーズ7) 1987/2/1
- 藤沢秀行 (現代囲碁名勝負シリーズ8) 1987/3/1
- 坂田栄男 (現代囲碁名勝負シリーズ9) 1987/4/1
- 林海峯（現代囲碁名勝負シリーズ10）1987/5/1
- 呉清源 (現代囲碁名勝負シリーズ11) 1987/6/1

## 現代囲碁大系 実力棋士特撰集
1987年刊行、講談社、全6巻
- 梶原武雄
- 大竹英雄　上下
- 武宮正樹
- 小林光一
- 趙治勲